# Gryazi
Huyện Gryazi (tiếng Nga: ? райо́н) là một huyện hành chính tự quản (raion), của Tỉnh Lipetsk, Nga. Huyện có diện tích ? km², dân số thời điểm ngày 1 tháng 1 năm 2000 là 49100 người. Trung tâm của huyện đóng ở Gryazi.